# سلطعون نصفي
سلطعون نصفي (الاسم العلمي: Hemigrapsus)، هو جنس من سلطعونات الفارون التي تتكون من ثلاثة عشر نوعًا يستوطن تقريبًا بشكل حصري في المحيط الهادئ ، ولكن أُستقدم نوعين منه إلى منطقة شمال الأطلسي.

## الجغرافية الحيوية
يقتصر النطاق الطبيعي للجنس على المحيط الهادئ، باستثناء Hemigrapsus affinis الذي يعيش على طول سواحل المحيط الأطلسي لأمريكا الجنوبية، من كيب ساو روك (ولاية ريو غراندي دو نورتي، البرازيل) إلى خليج سان ماتياس، (باتاغونيا، الأرجنتين). يكاد يكون من المؤكد انقراض H. estellinensis، حيث كان مستوطنًا في نبع شديد الملوحة في تكساس بانهاندل، على بعد 500 ميل (800 كيلومتر) من البحر. أُستقدمت مجموعة من نوع Hemigrapsus sanguineus من النطاق الأصلي في شرق آسيا إلى عدة أماكن أخرى، ويتراوح نطاقها الآن على طول الساحل الأطلسي لأمريكا الشمالية من بورتلاند، مين إلى نورث كارولينا، على طول ساحل أوروبا الغربية من شمال إسبانيا إلى الدنمارك، و في شمال البحر الأدرياتيكي وشمال البحر الأسود. يعود موطن النوع H. takanoi إلى شرق آسيا، ولكنه أُستقدم إلى أوروبا الغربية، ويمتد نطاقه الآن من شمال إسبانيا إلى الدنمارك، بما في ذلك منطقة بحر البلطيق في أقصى الغرب
.

## الأنواع
يشمل الجنس خمسة عشر نوعًا معترفًا به حاليًا
- Hemigrapsus affinis Dana, 1851
- Hemigrapsus crassimanus Dana, 1851
- Hemigrapsus crenulatus (H. Milne-Edwards, 1837)
- †Hemigrapsus estellinensis Creel, 1964
- Hemigrapsus gibbus (Hombron & Jacquinot, 1846)
- Hemigrapsus longitarsus (Miers, 1879)
- Hemigrapsus nudus (Dana, 1851)
- Hemigrapsus octodentatus (H. Milne-Edwards, 1837)
- Hemigrapsus oregonensis (Dana, 1851)
- Hemigrapsus pallipes (H. Milne-Edwards, 1837)
- Hemigrapsus penicillatus (De Haan, 1835)
- Hemigrapsus sanguineus (De Haan, 1835)
- Hemigrapsus sexdentatus (H. Milne-Edwards, 1837)
- Hemigrapsus sinensis Rathbun, 1931
- Hemigrapsus takanoi Asakura & Watanabe, 2005